# Czwórbój lekkoatletyczny
Czwórbój lekkoatletyczny – zawody lekkoatletyczne rozgrywane wśród uczniów klas szkoły podstawowej, najczęściej wśród dzieci poniżej 14. roku życia.

## Organizacja i zasady
Szkołę reprezentuje 6 zawodników lub 6 zawodniczek, obowiązkowo startujących we wszystkich konkurencjach.
Rozgrywki polegają na przeprowadzeniu – zgodnie z nazwą – czterech konkurencji lekkoatletycznych (najczęściej uznaje się, że bieg powinien być ostatnią konkurencją, reszta może właściwie występować w dowolniej kolejności, zależnej od organizatora konkursu):
1. Bieg na 60 m ze startu niskiego,
2. Rzut piłką palantową na odległość – technika dowolna; 1 rzut próbny i 3 konkursowe,
3. Skok w dal na odległość (3 próby) lub skok wzwyż (wybór konkurencji obowiązuje cały zespół),
4. Bieg na 600 metrów (dziewczęta), 1000 metrów (chłopcy).

### Punktacja
Po zakończeniu wszystkich konkurencji wyniki każdego zawodnika przeliczane są na punkty według tabel lekkoatletycznych, po czym wyniki poszczególnych zawodników są dodawane do siebie. Na wynik zespołu składa się 5 najwyższych wyników.
Jeśli jedna lub więcej szkół (zespołów) uzyskają taką samą liczbę punktów, przyznawane są miejsca dzielone. Jeśli dwa zespoły uzyskają taką samą liczbę punktów i uplasują się na I, II lub III miejscu, o ich lokacie decydują wyniki najlepszych zawodników z obydwu drużyn.

### Szczeble rywalizacji
Zawody rozgrywane są na szczeblach rywalizacji:
- szkolnych.
- powiatowych,
- wojewódzkich,
- ogólnopolskich.